# مارغوت لامبرت
مارغوت لامبرت (بالفرنسية: Margot Lambert)‏ هي لاعبة كرة الريشة فرنسية، ولدت في 15 مارس 1999.

## وصلات خارجية
- مارغوت لامبرت على موقع BWF.tournamentsoftware.com (الإنجليزية)
- مارغوت لامبرت على موقع BWFbadminton.com (الإنجليزية)
- مارغوت لامبرت على موقع اللجنة الأولمبية الدولية (الإنجليزية)